# 石井進
石井 進（いしい すすむ、1931年7月2日 - 2001年10月24日）は、日本の歴史学者。東京大学名誉教授。専門は日本中世史。

## 経歴
出生から修学期
1931年、東京都で生まれた。東京高等師範学校附属小学校（現・筑波大学附属小学校）に入学し、同校では後に東京大学教授となる芳賀徹、平川祐弘、高階秀爾、平田賢と同じクラス（第1部）であった。1944年に卒業し、東京教育大学附属中学校・高等学校（現・筑波大学附属中学校・高等学校）に進学。1950年に卒業し、東京大学文学部に進学。文学部国史学科で学び、在学中は佐藤進一に師事。1955年に卒業し、同大学大学院人文科学研究科国史学専門課程に進んだ。1957年に修士課程を修了し、1960年に博士課程を単位取得退学。
日本中世史研究者として
1960年、東京大学史料編纂所文部事務官に採用された。史料編纂所では『大日本古文書』の編纂に従事した。1962年、東京大学史料編纂所助手に昇任。1964年、学位論文『鎌倉幕府と律令国家の関係についての研究』を東京大学に提出して文学博士号を取得。1967年、東京大学文学部専任講師に就いた。1970年に同助教授、1977年に同教授に昇格。1992年に東京大学を定年退官し、名誉教授となった。
東京大学退任後
東京大学を退任後は、1993年に第3代国立歴史民俗博物館館長に就任。土田直鎮の後任であり、1997年まで務めた。1999年より鶴見大学客員教授。2001年に死去。

### 委員・役員ほか
- 史学会理事(1969年～)

## 受賞・栄典
- 正四位勲三等旭日中綬章

## 研究内容・業績
日本中世史研究
専門は日本中世史で、その著作は『石井進著作集』(全10巻)にまとめられている。
専門の中世政治史では、1969年12月「史学雑誌」78編12号に発表した『中世成立期軍制研究の一視点：国衙を中心とする軍事力組織化について』（後に『鎌倉武士の実像』にも収録）において従来の武士＝在地領主論に欠けている側面、武士＝職能人論とも言える「武士がどのように認知され、国衙機構に組み込まれ、ないしは関係を持っていたか」を、国司軍としての「館の者」「国の兵共」と「地方豪族軍」などの図式化によって示したことで有名。翌年発表の主著『日本中世国家史の研究』で鎌倉幕府の支配構造にしめる国衙など律令政治機構の役割を解明した。なお、本来専門書でありながら最も入手しやすい著書は、文庫本にもなっている前述の『鎌倉武士の実像』であり、その研究の概要を知ることが出来る。
1970年代、80年代には東京大学文学部の助教授・教授として日本中世史研究を牽引し、網野善彦らとともに「中世史ブーム」をもたらした。1983年に刊行された『中世の罪と罰』を共に執筆した石井、網野、笠松宏至、勝俣鎭夫は「四人組」と呼ばれた。
隣接分野の民俗学、考古学との対話
民俗学にも造詣が深く、中世考古学など隣接諸科学にも強い関心を示した。失われゆく中世遺跡の保護にも尽力。中世都市の景観の復元をめざす『よみがえる中世3　武士の都鎌倉』など一連の仕事がある。棚田学会にも寄与した。
鶴見大学「石井文庫」
晩年に客員教授を務めた鶴見大学に石井の蔵書が寄贈されており、その蔵書を中心として「石井文庫」が設けられた。

## 親族
- 父：石井庄司は国文学者。東京教育大学教授を務めた。

## 著作

### 単著
- 『鎌倉幕府』(日本の歴史 7) 中央公論社 1965
  - 文庫化 中公文庫 2004
- 『日本中世国家史の研究』岩波書店 1970
- 『中世武士団』小学館 1974
  - 文庫化 1990年
  - 文庫化 講談社学術文庫 2011
- 『もうひとつの鎌倉 歴史の風景』そしえて 1983
- 『鎌倉武士の実像：合戦と暮しのおきて』平凡社選書 1987
  - 選書化 平凡社ライブラリー 2002
- 『中世を読み解く：古文書入門』東京大学出版会 1990
- 『中世史を考える：社会論・史料論・都市論』校倉書房、1991
- 『中世の村を歩く』朝日新聞社(朝日選書) 2000
- 『鎌倉びとの声を聞く』日本放送出版協会 2000
- 『中世のかたち』(日本の中世 1) 中央公論新社 2002

### 著作集
- 『石井進著作集』(全10巻) 岩波書店 2004-2005

1. 1巻『日本中世国家史の研究』
2. 2巻『鎌倉幕府論』
3. 3巻『院政と平氏政権』
4. 4巻『鎌倉幕府と北条氏』
5. 5巻『鎌倉武士の実像』
6. 6巻『中世社会論の地平』
7. 7巻『中世史料論の現在』
8. 8巻『荘園を旅する』
9. 9巻『中世都市を語る』
10. 10巻『中世史と考古学・民俗学』

- 『石井進の世界』(全6巻) 山川出版社 2005-2006

1. 1巻『鎌倉幕府』
2. 2巻『中世武士団』
3. 3巻『書物へのまなざし』
4. 4巻『知の対話』
5. 5巻『中世のひろがり』
6. 6巻『中世史へのいざない』

### 共著
- 『詳説日本史B』石井進ほか共著、山川出版社 高等学校教科書 2006
- 『中世政治社会思想』(上) 石井進ほか共著、岩波書店 1972
- 『山の民・川の民：日本中世の生活と信仰』井上鋭夫共著、平凡社 1981
- 『中世の罪と罰』網野善彦・笠松宏至・勝俣鎭夫共著、東京大学出版会 1983
  - 文庫化 講談社学術文庫 2019
- 『沈黙の中世』網野善彦・福田豊彦共著、平凡社 1990
  - 選書化 平凡社ライブラリー 2011
- 『歴史家の夢 新しい博物館をめざして　歴博対談』歴史民俗博物館振興会 1997
- 『米・百姓・天皇：日本史の虚像のゆくえ』網野善彦共著、大和書房 2000
  - 文庫化 ちくま学芸文庫 2011
- 『北から見直す日本史：上之国勝山館跡と夷王山墳墓群からみえるもの』網野善彦共著、大和書房 2001

### 編著
- 『新編日本史研究入門』東京大学出版会 1982
- 『中世の人と政治』吉川弘文館 1988
- 『中世の都市と墳墓：一の谷遺跡をめぐって』日本エディタースクール出版部 1988
- 『武士の都鎌倉』(よみがえる中世 3) 共編、平凡社 1989
- 『中世の村落と現代』吉川弘文館 1991
- 『考古学と中世史研究』名著出版 1991
- 『中世をひろげる：新しい史料論をもとめて』吉川弘文館 1991
- 『中世の城と考古学』新人物往来社 1991
- 『長福寺文書の研究』山川出版社 1992
- 『都と鄙の中世史』吉川弘文館 1992
- 『中世の法と政治』吉川弘文館 1992
- 『鎌倉の仏教：中世都市の実像』有隣堂 1992
- 『中世都市と商人職人』(考古学と中世史研究 2) 名著出版 1992
- 『中世の村と流通』吉川弘文館 1992
- 『中世社会と墳墓』(考古学と中世史研究 3) 名著出版 1993
- 『中世の風景を読む』(全7巻) 新人物往来社 1994-1995
- 『中世のムラ：景観は語りかける』東京大学出版会 1995
- 『歴史家の読書案内』吉川弘文館 1998
- 『もののふの都鎌倉と北条氏』新人物往来社 1999
- 『原城発掘：西海の王土から殉教の舞台へ』新人物往来社 2000
- 『千葉県の歴史』山川出版社 2000
- 『日本の中世』(全12巻) 編集代表、中央公論新社 2002-2003